# En un lugar de La Manga
En un lugar de La Manga es una película española, estrenada el 12 de octubre de 1970, protagonizada por Manolo Escobar y Concha Velasco. En ella también participan José Luis López Vázquez, Manolo Gómez Bur, Álvaro de Luna y Gracita Morales.

## Sinopsis
Una empresa constructora de apartamentos se encuentra con el problema de que un propietario (Manolo Escobar) no acepta venderles los terrenos en una zona donde acaban de comenzar a construir una urbanización completa en La Manga del Mar Menor. Si no consiguen la firma fracasará todo el proyecto, así pues, deciden enviar a alguien (Concha Velasco) para que le convenza.